# Лудовико Мария Сфорца
Лудовѝко Марѝя Сфòрца, известен като Лудовико ил Моро (на италиански: Ludovico Maria Sforzo, detto il Moro, букв. „Мавърът“; * 27 юли 1451, Виджевано или 3 август 1452, Милано, Миланско херцогство; † 27 май 1507, Замък Лош, Кралство Франция) е херцог на Бари от 1479 г., регент на Миланското херцогство от 1480 до 1494 г. за племенника си Джан Галеацо Мария Сфорца и 7-и херцог на Милано от 1494 до 1499 г.
По свое време е смятан за арбитър на Италия според израза, използван от историка Франческо Гуичардини, поради политическото си превъзходство. Той е представител на миланското семейство Сфорца. Известен е като покровител на Леонардо да Винчи и на други творци от времето на най-продуктивния период на Миланския ренесанс. Известен е като човекът, поръчал „Тайната вечеря“.
Надарен с рядък интелект и много амбициозен, той успява, макар и четвърти син, да придобие господство над Милано, първо като отнема регентството от непредпазливата си снаха Бона, след това поема управлението от покойния си племенник Джан Галеацо, за когото говорят, че го е отровил. Просветен, щедър и мирен управител, той става покровител на художниците и писателите: по време на неговото управление Милано преживява пълния Ренесанс и неговият двор става един от най-прекрасните в Европа. В периода на неговото управление (1480 – 1499) са осъществени много културни и художествени проекти, което подчертава политическите и икономическите успехи на Миланското херцогство. Благодарение на своя дипломатически усет, на политическо равновесие с Флоренция, Венеция и Папския Рим, Лудовико се оказва след смъртта на Лоренцо Великолепни един от най-влиятелните държавни дейци в Италия. В края на XV векМилано инвестира значителни капитали в усвояването на земи и в строителство на канали, и така изгражда големи площи за засаждане на черници, лен и ориз, които изнася зад граница наравно с оръжие, стъкло, тъкани и селскостопански продукти. Освен това Лудовико отделя внимание и на проблемите на културата: кани в своя двор просветители като Лука Пачоли, Франческо Филелфо и Деметрио Калкондила и способства за развитието на печата, оказвайки поддръжка на Панфило Касталди от Фелтре и на Антонио Дзарото от Парма. За разлика от Флоренция при двора на Сфорца с голяма тежест се ползуват математическите и естествените науки, в това число настъпилата близост на Павийския и Болонския университет.
Въпреки това той има страхлив и непостоянен характер: за да се изправи срещу заплахите на крал Алфонсо II от Неапол, той вика французите в Италия; също заплашен от французите, не успява да се изправи пред опасността и успява да избяга само благодарение на намесата на съпругата си Беатриче. След като тя умира, той изпада в депресия, неговият двор се превръща „от щастлив рай в тъмен ад“ и накрая Лудовико е покорен от краля на Франция Луи XII, който го отвежда като пленник във Франция, където той жалко завършва дните си.

## Произход
Вероятно е роден на 3 август 1452 г. в Милано, в Палацо дел Бролето Векио (днешен Кралски дворец) като четвърти син и пето дете на миланския херцог Франческо I Сфорца (* 1401, † 1466) и на съпругата му Бианка Мария Висконти (* 1425, † 1468). Мястото и датата на раждането му обаче са противоречиви, тъй като историческите източници се различават помежду си. Италианският историк Бернардино Корио определя месторождението му във Виджевано на 27 юли 1451 г., докато според кодекс от XV век датата му на раждане е 8 август 1451 г. В едно първо писмо, написано на ръка на 11-годишна възраст, Лудовико Мавърът посочва като своя дата на раждане 27 юли 1452 г., а във второ, написано на 15-годишна възраст и по-точно от предишното – 3 август 1452 г. Има пет братя и две сестри:
- Галеацо Мария (* 1444, † 1476), 5-и херцог на Милано (1466 – 1476), съпруг на Бона Савойска
- Иполита Мария (* 1445, † 1488), херцогиня на Калабрия като съпруга на Алфонсо II Арагонски, крал на Неапол
- Филипо Мария (* 1449, † 1492), граф на Корсика и на Павия, съпруг на Констанца Сфорца
- Сфорца Мария (* 1451, † 1479), херцог на Бари, съпруг на Елеонора Арагонска
- Асканио Мария (* 1455, † 1505), кардинал (от 1484 г.)
- Елизабета Мария (* 1456, † 1472), маркграфиня на Монферат като съпруга на Вилхелм VIII
- Отавиано Мария (* 1458, † 1477), граф на Лугано.

Има и една полусестра от първия брак на баща си и поне 35 полубратя и полусестри от извънбрачните му връзки.

## Прякор
Вероятно спечелва прякора си „Мавъра“ (на итал. Il Moro) още като дете. Така го приветства тълпата, когато той преминава с кортежа си из градовете на херцогството. Има различни тълкувания относно причината за този избор:
- Алесандро Висконти в „История на Милано“ смята, че носи този прякор, тъй като въвежда отглеждането на черницата в ломбардската провинция. Става въпрос за растение, което на местния език се нарича moròn – диалектен термин, получен директно от латинското morus.[14] Изглежда, че Лудовико е обичал черницата като „последното растение, което пуска листа и първото, даващо плод“. Известно е обаче, че черницата е била култивирана по времето на Джан Галеацо Висконти и че брат му Галеацо Мария Сфорца с херцогски указ от 15 септември 1470 г. значително е насърчавал нейното разпространение, принуждавайки засаждането на пет черничеви стълба на всеки сто. Трябва да се има предвид, че този псевдоним може да се е разпространил, когато Лудовико е бил още дете и следователно не е могъл да развие допълнително бубарството.
- Според втора хипотеза прякорът се дължи на бронзовия му тен, черните му очи и гарвановата му коса, както се вижда на много от неговите портрети.[15]
- Според някои историци баща му Франческо I Сфорца го е нарекъл Лудовико Мауро. Името се появява два пъти в документ от 1461 г.[16]
- Италианският хуманист и историк от XVI век Бенедето Варки в своята „Флорентинска история“ смята, че прякорът произлиза от неговия личен герб, изобразяващ мавър, който четка роклята на благородничка, с мотото „За Италия – нектар за всяка грозота“. Лудовико обикновено кара да изрисуват на някои от отличителните му знаци главата на мавър с превръзка на челото; той също така има маври сред слугите и служителите си, което е широко разпространен обичай в двора на Галеацо Мария Сфорца и в други италиански дворове през Ренесанса.

## Биография

### Ранни години и образование
На 5-годишна възраст Лудовико се разболява тежко и майка му, херцогиня Бианка Мария Висконти, дава обет на Свети Антоний Падуански, за да може синът ѝ да оздравее, обещавайки в замяна да напълни гробницата на светеца с богати дарове. Лудовико се възстановява и през февруари 1461 г., за да развали обета, изпраща кремонезеца Джовани Франческо Станга в Падуа. Тя му заповядва да остави в базиликата „Св. Антоний Падуански“ изображение на детето в естествен размер, богато украсено със сребро, заедно с украсен требник, набор дрехи, поредица олтарни плочи с херцогския герб и много други ценни предмети.
Въпреки че той не е първородният син и следователно няма големи надежди да се издигне до мястото на херцог, майка му Бианка иска той да бъде образован в духа на Ренесанса и следователно да получи обширна култура, особено в областта на класическата литература. Под ръководството на много преподаватели, сред които хуманистът Франческо Филелфо и поетът Джорджо Валагуса, Лудовико получава уроци по старогръцки, латински, богословие, живопис, скулптура, както и обучение по въпроси на държавното управление и държавната администрация. Хуманитарните науки се редуват с физическите упражнения под формата на фехтовка, лов, борба, конна езда, скокове, танци и игра на кралски тенис (на италиански: pallacorda). Чико Симонета го описва като най-вещият и бърз в учението сред синовете на Франческо I, който, подобно на Бианка Мария, му оказва особено внимание, както се вижда от обширната кореспонденция.
През 1459 г. Лудовико приветства папа Пий II с майка си и братята си, който е на посещение в в Мантуа, и прави първата си публична изява по официален повод. На 25 декември 1463 г. посвещава своя малка поучителна реч на латински език на баща си. Добре запознат с ловното и военното изкуство, на 2 юни 1464 г. получава от баща си и по инициатива на папата командването на военна част, съставена от 1000 пехотинци и 2000 конници, съпътстван от природения си брат Тристано. Папа Пий II се надява Лудовико да акостира в Албания, за да участва в кръстоносен поход срещу турците. Лудовико е посветен в рицар от брат си Галеацо, но папата умира и експедицията никога не се провежда.

#### При управлението на Галеацо Мария Сфорца (1466 – 1576)
Когато баща му Франческо умира през 1466 г., най-големият му син Галеацо Мария Сфорца, по-голям брат на Лудовико, става херцог. Той отпуска личен двор, 2000 дуката доход и много феоди на всеки от братята си. Лудовико става граф на Мортара и Брешело и господар на Пандино, Виланова, Скурано, Басано Брешано, Мелетоле, Олета и долините на Компиджино, със 100 копия и 600 конника на разположение, разделени на четири отряда. На 18 март 1466 г. Лудовико е в Кремона, за да запази единството на херцогските земи и да насърчи жителите на града да отдадат почит на новия херцог. През септемврi се разболява от малария, от която бързо се излекува благодарение на намесата на придворния лекар Гуидо Перати, подпомаган от Джакомо да Галарате и Филипо да Новара.
Лудовико продължава да се занимава с дипломатически мисии, оставайки в Кремона от май 1467 г. до късната есен, след което отива в Генуа, за да посрещне сестра си Иполита Мария Сфорца, съпруга на Алфонсо II Арагонски.
В началото на 1468 г. получава титлата „Граф на Мортара“ и замества брат си херцога на аудиенциите заедно с брат им Сфорца Мария.
На 6 юни 1468 г. Лудовико отново е в Генуа, за да посрещне Бона Савойска – съпругата на брат му Галеацо Мария. Именно Лудовико пише брат си за красотата на жена му и я придружава заедно с полубрат си Тристано до Милано, където пристигат на 26 юни. На 7 юли тя и херцогът потвърждават сключения по-рано брак на религиозна церемония пред Миланската катедрала.
След това Лудовико е херцогски посланик в двора на френския крал и в Болоня. През януари 1471 г. отива във Венеция от името на Миланския херцог с богата процесия и произнася реч, добре приета от дожа, която спомага за подобряване на дипломатическите отношения между Миланското херцогство и Венецианската република. През март 1471 г. придружава Галеацо Мария по време на разкошното му пътуване до Флоренция, през август е в Рим за коронацията на папа Сикст IV, а през септември е в двора на Савойския херцог в Торино.
През декември 1476 г. е изпратен в Кралство Франция, където на Коледа е приет от крал Луи XI в Замъка на Тур.

### Вземане на властта

#### Бунт и изгнание в Пиза (1477 – 1479)
След убийството на 32-годишния му брат му Галеацо Мария на 26 декември 1476 г., неговият син – 7-годишният Джан Галеацо Мария Сфорца го наследява на трона. След като получава новината, Лудовико бързо се прибира от Франция. Херцогиня Бона Савойска му дава като миланска резиденция Ка ди Кан (на днешния милански площад „Мисори“), принадлежала преди това на Бернабо Висконти, и годишен доход от 12 500 дуката. На 28 януари 1477 г. той се заклева във вярност на новото правителство на херцогството, начело с регентката Бона и херцогския съветник Чико Симонета. През април участва във военна експедиция за потушаване на бунт в Генуа.
През май 1477 г. обаче, с помощта на братята си Сфорца Мария, Асканио Мария и Отавиано, и приятелите си Иблето Фиески и Донато дел Конте, Лудовико организира заговор срещу Бона Савойска. Това е породено не толкова от желанието му да се противопостави на една жена, колкото от факта, че в онези години херцогството е в ръцете на секретаря Чико Симонета. Опитът е неуспешен. Лудовико е заточен в Пиза (където единственото му занимание е ловът), Сфорца Мария – в Бари, Асканио Мария – в Перуджа, Отавиано се опитва да прекоси река Ада, но се удавя, Донато дел Конте е хвърлен в ужасния подземен затвор на Монца, а Иблето Фиески е затворен в Замъка на Сфорците в Милано.

#### Завръщане в Милано
След заговора на Паци (26 април 1478 г.), с който папа Сикст IV и кралят на Неапол Фердинандо I предприемат действия срещу Медичите във Флорентинската република, подкрепяни от Миланското херцогство, на Лудовико се дава възможност да действа. Фердинандо I Арагонски дава на него и на брат му Сфорца Мария средствата за това. През февруари 1479 г. двамата братя влизат с армия в Генуезката република и се присъединяват в Специя към Роберто Сансеверино и Иблето Фиески. Бона Савойска и Чико Симонета убеждават Федерико II Гонзага и Ерколе I д’Есте да съберат армия и да се притекат на помощ на Миланското херцогство, за което плащат голяма сума пари. Втора армия, водена от Роберто Малатеста и Констанцо I Сфорца, в подкрепа на флорентинците, би трябвало да се изправи срещу войските на папата и на неаполитанците. На 1 март Лудовико „Мавърът“ и брат му са обявени за бунтовници и врагове на херцогството, и доходите, които получават по силата на майчината зестра, са прекъснати. След като извършват грабежи в района на Пиза, двамата се връщат в Специя.
Още в средата на май обаче между двете страни започват мирни преговори. На 29 юли Сфорца Мария Сфорца умира в лагер близо до Варезе Лигуре, може би отровен или от естествена смърт, а на 14 август Фердинандо I Неаполитански прави Лудовико „Мавъра“ нов херцог на Бари на мястото на починалия му брат. Въпреки това на 20 август Лудовико възобновява своя поход към Милано начело на армия от 8000 души, пресичайки прохода Чентокрочи и изкачвайки се по Вале Стурла. На 23 август той превзема цитаделата на Тортона, след като подкупва кастелана Рафанино Донати. След това стига до Сале, Кастелнуово Скривия, Басиняна и Валенца.
След тези успехи Чико Симонета праща Ерколе д'Есте да спре Лудовико с оръжие. Много близки до херцога благородници обаче настояват за помирение. На 7 септември, благодарение на ходатайството на Антонио Тасино – фаворит и вероятен любовник на херцогинята-регентка Бона Савойска, Лудовико „Мавърът“ влиза в Милано и е настанен в двора на Замъка на Сфорците. Чико Симонета, познавайки проницателността на Лудовико, твърдо се противопоставя на мира и казва пророческите думи на Бона Савойска, че така той ще загуби главата си, а тя – държавата. Престоят на Лудовико в Милано позволява да се избегне въоръжения сблъсък между неговата армия и тази на херцога на Ферара Ерколе I д'Есте.

#### Арест и смърт на Чико Симонета
Миланските благородници гибелини, начело с Пиетро Пустерла, се възползват от идването на Лудовико, за да се опитат да го убедят да се отърве от съветника Чико Симонета, който реално управлява херцогството, но Симонета, поради политическо удобство, се опитва да си възстанови благосклонността на Лудовико към него. Първоначално той не успява, затова затваря Орфео Арика и търси подкрепа от маркграфовете на Мантуа и на Монферат, както и от Джовани II Бентивольо и Алберто Висконти, планирайки въоръжен бунт срещу херцогския секретар. Лудовико, като научава това, е принуден да затвори Симонета заедно със семейството му и скоро миланските имоти на херцогския секретар са разграбени. Няколко дни по-късно Симонета и брат му Джовани са прехвърлени на каруца в затворите на замъка в Павия под надзора на префекта Джовани Атандоло. Орфео Арика е затворен в замъка в Трецо, а останалите членове на семейството му са освободени. Ерколе д'Eсте, който вижда херцогството в ръцете на Лудовико „Мавъра“, бяга във Ферара.
След като получава властта, Лудовико „Мавърът“ вика брат си Асканио Мария, както и Роберто Сансеверино обратно в Милано. След това праща посланици да сключат или презаварят съюзите с Лоренцо Великолепни и с Фердинандо I Неаполитански, както и с папа Сикст IV, и предотвратява съюза в свой ущърб между швейцарците и Венецианската република. Мирът между Милано, Флоренция, Рим и Неапол, сключен през декември, е възможен благодарение на политическите умения, показани от Лоренцо Великолепни при пътуването му до Неапол (предложено от Лудовико Мавъра), и на посредничеството на Иполита Мария Сфорца. Посредничеството успява от една страна отчасти да поддържа съюза между Милано и Флоренция, а от друга – да попречи на загубата на властта на Лоренцо, задържан три месеца от краля на Неапол. В края на февруари 1480 г. посланиците на Сигизмунд Астрийски пристигат в Милано, за да поискат освобождаването на Чико Симонета, но не могат да бъдат удовлетворени.
Междувременно гибелинските благородници, въпреки че са помогнали на Лудовико за неговото издигане на власт, му стават все по-омразни. Те намират в лицето на брат му Асканио защитник на интересите им. Лудовико, убеден от Роберто Сансеверино, заповядва ареста на брат си и изгнанието му във Ферара. Пиетро Пустерла, Джовани Боромео, Антонио Марлиани и много други известни членове на фракцията на гибелините също са заточени. През април съюзът, предвиден няколко месеца по-рано, е развален, тъй като папа Сикст IV се съюзява с венецианците, като атакува Костанцо I Сфорца в Пезаро. Лудовико „Мавърът“ праща Роберто Сансеверино да помогне на флорентинците. Фердинандо I Неаполитански праща войски в подкрепа на Костанцо I, а синът му Алфонсо II Неаполитански – херцог на Калабрия, успява да превземе Сиена с помощта на сиенските гибелини, прогонвайки гвелфите, но по-късно е отзован родината му поради бруталното завладяване на Отранто от Османската империя. Турската заплаха слага край на военните действия в Тоскана. На 1 октомври Сансеверино се връща в Милано. Лудовико „Мавърът“ вика брат си и миланските благородници, заточени няколко месеца по-рано, които го убеждават да екзекутира Симонета.
Лудовико поверява организирането на процеса на Джовани Антонио Алипранди, в миналото тормозен от Симонета, както и на капитана на правосъдието Борино Кола, юриста Теодоро Пиати и адвоката Франческо Бола – всички известни противници на бившия херцогски секретар, за да се гарантира вината му. От Симонета е поискано да плати 50 хил. дуката, за да избегне смъртната си присъда, но той отказва, твърдейки, че ги е натрупал с течение на времето, за да гарантира бъдещето на децата си. След като е измъчван, на 29 октомври 1480 г. Симонета е съден, признат за виновен и на следващия ден е обезглавен при замъка в Павия с изглед към парка на Висконти. След това е погребан с почести в манастира на църквата „Сант Аполинаре“, разрушена в битката при Павия през 1525 г. Брат му Джовани е преместен в килия във Верчели.

#### Противоречив годеж
Лудовико първоначално планира да стане херцог на Милано, като се ожени за съпругата на починалия си брат Бона, но тя, влюбена във фаворита си Тасино, смята да се отърве от него, като му предложи жена. Затова моли от негово име Ерколе I д’Есте за ръката на най-голямата му дъщеря Изабела. Това не е възможно, тъй като тя току-що е била официално обещана на Франческо II Гонзага, така че в замяна е предложена второто дете Беатриче, на пет години. Консултиран от Бона едва когато преговорите вече са в ход, Лудовико не може да не се покаже доволен; всъщност той е обезпокоен както от голямата възрастова разлика (23 години), която би го оставила в състояние на висока нестабилност, което не му позволява да се надява на наследници много години наред, така и от препятствието пред плана му да се ожени, като алтернатива на Бона, за една от дъщерите на Маркиза на Мантуа, от която той би получил незабавна подкрепа. Въпреки това годежът изглежда удобен, тъй като Беатриче живее в Неапол, отглеждана като дъщеря от крал Фердинандо I, и това означава за Лудовико съюз с краля на Неапол, както и с херцога на Ферара. Феранте се съгласява и годежът е сключен на 30 април 1480 г. Тревогата да се гарантира родството и вероятно недоверието към лошата репутация на краля по-късно стават причина за кавга между двамата, тъй като Лудовико иска годеницата му да бъде изпратена в Милано на 10-годишна възраст, докато крал Фердинандо I няма намерение да се отделя от детето и дори се страхува, че Лудовико иска да консумира преждевременно годежа. След взаимната заплаха от разтрогване на обещанията и посредничеството на родителите на детето най-накрая е постигнат компромис Беатриче да бъде образована във Ферара.

#### Изгнание на Бона Савойска
Смъртта на Чико Симонета премахва основния противник на фаворита на Бона Савойска Антонио Тасино, който става все по-арогантен. Историкът Бернардино Корио разказва, че когато Лудовико „Мавърът“ или други милански благородници са идвали да го посетят, той ги е карал да чакат дълго пред вратата, докато приключи да се реши. Тасино успява да убеди Бона Савойска да замени Филипо Еустаки – префект на замъка Порта Джовия (Замъкът на Сфорците) с баща му Габриело, прибягвайки до посредничеството на Джовани Бота. Префектът не се оставя да бъде подкупен и спазва клетвата, дадена на покойния херцог Галеацо Мария Сфорца, да запази замъка, докато синът му Джан Галеацо Мария навърши 24 години. Тасино е арестуван от Лудовико „Мавъра“ чрез Ермес Сфорца и е заточен във Венеция срещу голяма сума пари. Когато Бона Савойска е информирана за изгнанието на фаворита ѝ, изпада в ярост. На 3 ноември 1480 г. Лудовико „Мавърът“ е назначен за регент на херцогството, както и за възпитател на младия херцог Джан Галеацо Мария от юристите Франческо Бола и Кандидо Поро.
През 1481 г., може би по заповед на Бона Савойска, е извършен опит за отравяне на Лудовико Сфорца и Роберто Сансеверино от Кристофоро Москиони, от своя страна подбуден от секретаря на херцогинята Луиджи Бекети и от лекаря Амброджо Грифи. Москиони е признат за невинен. Същата година има втора конспирация, планирана от Бона срещу Лудовико, но тя отново е неуспешна. Херцогинята се опитва да избяга във Франция, но Лудовико я принуждава на „златен“ затвор в замъка в Абиатеграсо, като ѝ отпуска пенсия от 25 хил. дуката. Застъпничеството на Кралство Франция и на Савойското херцогство ѝ позволява да избегне скандала на процеса срещу нея.

### Начело на Миланското херцогство (1480 – 1494)

#### Война с Роси
В края на октомври 1480 г. Роберто Сансеверино, недоволен от близостта на Филипо Еустаки и Палавичино Палавичини (маркграф на Бусето) с Лудовико, поисква увеличение на заплатата, за да продължи да бъде генерал-капитан на миланската армия. След отказ той се оттегля във феода си Кастелнуово. Сансеверино започва заговор срещу Еустаки и Палавичини с помощта на Пиетро Дал Верме – владетел на Вогера и на Пиер Мария II де Роси – господар на Сан Секондо от рода Роси ди Парма – исторически враждебен на Палавичини род. Флорентинците и неаполитанците призовават Сансеверино да се върне на служба при херцога, който също го моли да се яви пред него в рамките на три дни, но Сансеверино отказва. През януари 1481 г. той е обявен за бунтовник и Лудовико праща срещу него армия от 2000 пехотинци и 4000 конници под командването на господаря на Пезаро и Градара Констанцо I Сфорца. Иблето Фиески идва от района на Генуа с армия в подкрепа на Сансеверино, но е тежко победен от Костанцо I. Скоро Сансеверино е изоставен от Пиетро дал Верме и останалите му поддръжници, и се оказва в изолация, така че е принуден да бяга във Венеция. Синът му Гаспаре Сансеверино, известен като „Фракаса“, бяга във Франция, а съпругите на двамата и синът му Алесандро са заловени в Милано. През 1482 г. родът Роси е изключени от Съвета на старейшините на Парма. Роси сключват съюз с венецианците, които се заангажирват с това да ги подкрепят икономически, и се разбунтуват срещу херцогската власт.
Костанцо I Сфорца е пратен близо до Сан Секондо и го подлага на обсада. Скоро обаче той е освободен от командването от Палавичино Палавичини, който не гледа добре на добрите му отношения с Пиер Мария де Роси. На негово място са назначени Сфорца Секондо Сфорца, Джампиетро Бергамино и Джан Джакомо Тривулцио. На 2 септември 1482 г. умира Пиер Мария II де Роси и синът му Гуидо поема властта. През май 1483 г. армията на Сфорца, водена от Лудовико „Мавъра“, отново навлиза в района на Парма и Гуидо бяга в Лигурия с 600 души. Благодарение на многобройните си топовни гюлета миланците бързо превземат редица градове и замъци, включително Фелино, Торичела и Рокабианка. Крепостта на Сан Секондо се предава окончателно на 21 юни 1483 г. Миланската победа в тази война представлява края на хегемонията на рода Роси в района на Парма.

#### Война с Ферара (1482 – 1484)
През май 1482 г. Венецианската република използва войната с Роси, в която е ангажирано Миланското херцогство, за да отвори нов фронт срещу Херцогство Ферара. Фронтът е подкрепен от папа Сикст IV и Генуезката република. Няколко месеца по-рано жителите на Ферара, под натиска на Лудовико „Мавъра“, попречват на венецианската армия, желаеща да помогне на Роси, да прекоси земите им. Стоплянето на отношенията между Миланското херцогство и Херцогство Ферара се дължи на годежа през 1480 г. на Лудовико с Беатриче д’Есте, второто дете на херцога на Ферара, Модена и Реджо Ерколе I д’Есте. Всъщност венецианците се стремят, освен да разширят територията си на континента, да поемат контрола и над солниците на Комакио, носещи едни от главните приходи на рода Есте. След като събират армия от 12 000 пехотинци и 5000 конници, назначават за неин командир Роберто Сансеверино и той скоро обсажда Ровиго.
Лудовико „Мавърът“ се среща в Кремона с херцога на Урбино Федерико да Монтефелтро и го назначава за капитан на армията, която праща срещу венецианците. Войските на Флорентинската република, начело с господаря на Пезаро и Градара Констанцо I Сфорца, атакуват и превземат Чита ди Кастело. Междувременно крал Фердинандо I Неаполитански праща краля на Арагон Алфонсо II Арагонски срещу папата. Алфонсо идва с армия от 6000 пехотинци и 6000 конници, разположени на лагер само на пет мили от Рим. Четвърти фронт се отваря в района на Парма, в който се сблъскват мантуанците, водени от маркграфа на Мантуа Федерико I Гондзага, и генуезците начело с Джовани II Бентивольо. На 29 юни, след месец обсада, венецианците успяват да превземат Фикароло, след това Арджента и накрая да излязат на река По с армията и флота, насочвайки се към Ферара.
На 21 август 1482 г. неаполитанските войски са тежко победени от папа Сикст IV в битката при Кампоморто. На 10 септември умира херцогът на Урбино Федерико да Монтефелтро. Поради това Лудовико „Мавърът“, след края на войната с Роси, праща войските, ангажирани там, в района на Ферара под командването на брат му Сфорца Секондо Сфорца. Сфорца обаче е победен в битката при Арджента и много от командирите са пленени. На 2 ноември 1482 г. Роберто Сансеверино и синът му Гаспаре опустошават парка на Ерколе I д'Есте пред града и разполагат лагер на 4 мили от стените на Ферара. Ерколе I се разболява толкова тежко, че мнозина го мислят за мъртъв. Съпругата му Елеонора Арагонска поема управлението на държавата, подготвяйки защитата на града. Междувременно Сфорца Секондо Сфорца успява да победи венецианците по река По, като пленява около 30 галери. Елеонора кара съпруга си да застане на балкона на замъка и това вдъхва смелост на гражданите на Ферара. Скоро 25 000 от тях защитават града, като най-накрая успяват да отблъснат венецианците, принудени да се оттеглят във Фикароло.
На 6 януари 1483 г. папа Сикст IV изоставя съюза с венецианците, преминавайки на страната на Милано, Ферара, Флоренция и Неапол. Новата лига се среща в Мантуа, за да обсъди новата война срещу венецианците. През март армията на лигата, водена от Алфонсо II Арагонски, побеждава венецианците в Маса Фискалия до Ферара. Тъй като не могат да се изправят сами срещу силите на лигата, венецианците търсят помощта на херцога на Лотарингия. Те го назначават за генерал на една от двете армии, а другата е водена от Роберто Сансеверино. Лотарингският херцог е пратен обратно в района на Ферара, а Сансеверино – в района на Бреша. Алфонсо II Арагонски успява да победи венецианците в Бондено. След поражението Галеацо Сансеверино, син на Роберто, се поставя в услуга на миланците, най-големият му син Джовани Франческо – на Арагон, а папа Сикст IV налага запрещение срещу венецианците.
Венецианците, разчитайки на Констанцо I Сфорца, комуто са платили, измислят план как миланските благородници да убедят Лудовико „Мавъра“ да напусне лигата. За целта те се свързват с Луиджи Бекето – милански благородник и бивш секретар на Бона Савойска. Бекето от своя страна информира Верчелино Висконти – префект на замъка Трецо, да не се противопоставя на преминаването на войските на Роберто Сансеверино. На 15 юли Сансеверино прекосява река Ада по мост от лодки и укрепва моста с бастиони. Въпреки успеха няма бунтове, напротив – Лудовико „Мавърът“ се среща в Кремона с Алфонсо II Арагонски и с други представители на лигата и решава незабавно да контраатакува венецианците. На 22 юли Алфонсо II събира армията на лигата в Монца, съставена от 5000 пехотинци и 6000 конници. Сансеверино разбира, че операцията е провалена и се оттегля в Бергамо на следващия ден. На 27 юли Алфонсо II прекосява река Ада при Касано, след това преминава покрай канала Фосо Бергамаско, нахлувайки във венецианската територия, и за няколко дена превзема няколко замъка, за чиято защита отговаря Алберто Висконти с 300 пехотинци и 400 конници.
На 28 юли армиите на жителите на Брианца начело с Габриеле Калко, победоносно атакува бастионите, като овладява моста при Трецо и след това плячкосва Вале Сан Мартино. На 8 август Алфонсо II Арагонски преминава покрай река Ольо, като влиза в района на Бреша и се среща с Джироламо Риарио и с Кардинала на Мантуа. На 10 август Лудовико „Мавърът“ и брат му Асканио Мария маршируват начело на армия от 2000 пехотинци и 4000 рицари в района на Бергамо. Те принуждават много замъци да се предадат и заплашват Бергамо, като превземат Романо след тридневна обсада. Междувременно Ерколе I д'Есте, възползвайки се от слабостта на венецианците, успява да завземе част от териториите, които са му били отнети в района на Ферара. В началото на септември Алфонсо II Арагонски прекосява река Минчо с 12 000 конници, 5000 пехотинци и 400 арбалетчици и ограбва веронската провинция. На 26 септември той обсажда Азола, която пада след осем дни и е предадена на Федерико II Гонзага. Междувременно венецианците са атакувани в Адриатическо море от флотата от папски и арагонски галери, а генуезците и Лотарингският херцог дезертират. За да се опитат да овладеят настъплението на армията на Лигата, венецианците пращат 4000 рицари и 2000 пехотинци под командването на Роберто Сансеверино. Въпреки многократните успехи никоя от армиите на Лигата не използва венецианската слабост, за да нанесе решаващ удар. Всъщност „Мавърът“, след като завладява Романо, се връща в Милано, а Алфонсо II Арагонски, след като завладява Азола, се насочва към Ферара и след това през ноември към Кремона.
На 24 април 1484 г. военен съвет на основните представители на Антивенецианската лига, заседаващ в замъка Порта Джовия в Милано, решава войната срещу Венецианската република да продължи. На следващия ден Алфонсо II Арагонски тръгва към Кремона, последван десет дни по-късно от Лудовико. През юни миланските и арагонските войски се присъединяват към войските на Мантуанското херцогство и на Херцогство Ферара. Те образувайки армия от 6600 пехотинци и 13 400 конници, които нахлуват в района на Бреша, а армиите на Брианца нахлуват и грабят отново Вале Сан Мартино. Венецианците се противопоставят на лигата с армия от 5000 пехотинци и 6000 конници под командването на Роберто Сансеверино. На 15 юли Федерико I Гондзага умира и Маркграфство Мантуа преминава у Франческо II Гонзага. Смъртта на Гондзага поражда разногласия между Алфонсо II Арагонски, който иска херцогството да премине в ръцете на зет му, и Лудовико „Мавъра“, който копнее да го завладее и смята за несправедливо, че ако Верона падне, тя ще мине у Гондзага. Освен това войната в полза на Ерколе I д’Есте е струвала доста разходи на Лудовико. Венецианците се възползват от тези спорове, убеждавайки Лудовико да сложи край на военните действия, като му дават пари, при условие че Полезине остане в техни ръце. На 7 август е сключен мирният договор в Баньоло между Миланското херцогство и Венецианската република въпреки недоволството на останалите членове на лигата.

#### Заговор на Луиджи Вимеркати
През декември 1483 г. група конспиратори, сред които Луиджи Вимеркати, Пиетро Пазино Еустаки и Гуидо Еустаки (брат на Филипо Еустаки, префект на замъка Порта Джовия), верни на херцогиня Бона Савойска, се уговарят да убият Лудовико. Те смятат, че той се е отнесъл несправедливо към Сант Анджело – платен служител на замъка, и освен това вярват, че „Мавърът“ иска да измести от властта законния милански херцог и негов племенник. На 7 декември 1483 г., на празника на Свети Амвросий Медиолански, заговорниците се разполагат на главната порта на базиликата, посветена на светеца-покровител на града. Шествието на Лудовико обаче, забелязвайки голямата тълпа от хора, събрали се пред главния вход, предпочита да го пусне да влезе през страничната порта. След неуспеха на този първи опит Луиджи Вимеркати се разполага на една от вратите на замъка в очакване „Мавърът“ да излезе, както обикновено прави всяка сутрин, за да посети Филипо Еустаки и Палавичино Палавичино. Един ден Лудовико пита къде е Еустаки, но му казват, че обядва. Затова той се връща към апартамента си, последван от Вимеркати. Пристигайки в залата, членовете на семейството на Лудовико забелязват острието на Вимеркати поради отблясъка от светлината на камина, и го предупреждават. Вимеркати е заловен и затворен. На 27 февруари 1484 г. той е обезглавен на ешафод пред замъка. След това е разкъсан на четири части, които са окачени на градските порти. Палавичино е бит и затворен до живот в Сартирана. По заповед на Лудовико на всеки следващ празник на Свети Амвросий той получава по две бичувания, които да му напомнят за предателството. Гуидо Еустаки е уволнен.

#### Битка при Кревола
През 1484 г. швейцарците от Вале, под командването на Йост фон Силенен – епископ на Сион, нахлуват във Вал д'Осола, плячкосвайки я чак до Домодосола, в контекста на гранични спорове с градовете в района на Новара. Вследствие на тази офанзива останалите швейцарски кантони осъждат епископа да плати парична сума, тъй като хората от Новара го обвиняват в грабеж на свещеното обзавеждане на църквите на Осола. През февруари 1487 г. швейцарците нападат Валтелина, окупирайки Бормио, и грабят из цялата долина. Те са прогонени от армията на Лудовико „Мавърът“ и са принудени да сключат мир, в който обаче не се включва Вале. През април същата година Йост фон Силенен отново нахлува във Вал д'Осола с армия от 4500 – 5000 души и обсажда замъка на хълма Матарела, защитаващ града. Гарнизонът начело с Дзеноне да Лавело успява да удържи врага и да прати молба за помощ до Милано.
Лудовико „Мавърът“ праща армия от 3000 пехотинци, 1500 конници и 100 конни арбалетчици на помощ под командването на Ренато Тривулцио и Джиберто Боромео. Армията на Сфорца побеждава гарнизоните на швейцарците, оставени да защитават бродовете по река Точе. Швейцарците вдигат обсадата на хълма Матарела и се оттеглят към Кревола, влизайки в Домодосола. Междувременно миланците са информирани, че контингент от около 1000 швейцарци, след като ограбва Вал Виджецо, се опитва да се присъедини към основната армия. Веднага са пратени кавалеристи и арбалетчици на коне, за да ги забавят, докато чакат пристигането на пехотата. Швейцарците заемат типичната квадратна отбранителна формация, но под обстрела на миланските арбалетчици, разбиват редиците си, опитвайки се да ги преследват.
Когато миланската пехота пристига на място, успява да обкръжи швейцарците, които вече не са във формация и са унищожени. По-лоша съдба имат оцелелите, които са разкъсани на парчета от жителите на долината или умират от глад, разпръснати сред планините. След като елиминира този втори контингент, Лудовико атакува моста на Кревола, където швейцарците оказват усилена съпротива. Междувременно няколко групи миланска пехота и кавалеристи, след като форсират реката по-нагоре по течението, ги изненадат отзад, принуждавайки ги да бягат. В края на битката швейцарците имат 1000 жертви и поне още толкова ранени, което се равнява на около 1/3 от техните сили. След битката при Арбедо (до Белинцона) през 1422 г. битката при Кревола е най-лошото, както и единственото поражение, претърпяно от швейцарците от раждането на Старата конфедерация през XIII век. На 23 юли 1487 г. Старата конфедерация подписва нов мирен договор с Миланското херцогство.

#### Съюзи и бракове
Страхувайки се най-вече от силата на съседната Венецианска република, Лудовико „Мавърът“ поддържа печеливши съюзи с Флоренция на Лоренцо Великолепни, с Фердинандо I – крал на Неапол и с папа Александър VI. Племенницата на Фердинандо I – Изабела Арагонска се омъжва за племенника на Лудовико Джан Галеацо Мария Сфорца – херцог на Милано, а братът на Лудовико – Асканио Мария Сфорца става кардинал. През 1486 г. Лудовико подкрепя Фердинандо I Неаполитански срещу Заговора на бароните и получава в замяна огърлицата на Ордена на хермелина. През 1487 г. легатът на Матяш Корвин – крал на Унгария, пристига в Милано, за да изпълни брачния договор между Джовани, извънбрачен син на краля, и Бианка Мария Сфорца, дъщеря на покойния херцог Галеацо Мария Сфорца. Бракът не се сключва, тъй като Матяш умира през 1490 г. и крал става Уласло II.
На 24 ноември 1488 г. Лудовико „Мавърът“ праща Ермес Сфорца в Неапол, придружен от голяма свита милански благородници, да вземе Изабела Арагонска с оглед на брака ѝ Джан Галеацо Мария Сфорца. Изабела пристига с кораб в Генуа на 17 януари 1489 г., където престоява една седмица, след което заминава за Виджевано, спира в Абиатеграсо и след това прекосява канала на Навильо Гранде на камбуза, пристигайки в Милано на 1 февруари. Двойката се жени на следващия ден в Миланската катедрала.
На 31 декември 1489 г. Галеацо Сансеверино се жени за Бианка Джована Сфорца, извънбрачна и любима дъщеря на Лудовико „Мавъра“, която той има от метресата си Бернардина де Корадис.

#### Подчинение на Генуа
През 1487 г. дожът на Генуезката република Паоло Фрегозо свиква общ съвет, призовавайки генуезците да се поставят отново под закрилата на Миланското херцогство. Целта е слагането на край на 9-годишните вътрешни борби в града и защитата от атаките на Флорентинската република. Поради това в Милано са изпратени посланици, приети от Лудовико Сфорца. Те се заклеват във вярност на херцог Джан Галеацо Мария Сфорца. След посвещението флорентинците прекратяват военните действия срещу генуезците. Генуезката република остава под властта на Сфорца до 1499 г.
На 23 август генуезците пращат 12 посланици в Милано за потвърждаване на техните капитули, но Лудовико не може да ги приеме, тъй като е тежко болен. Силовият вакум, създаден от неговата немощ, води до първите сблъсъци между гвелфите и гибелините. Те обаче са ограничени от дипломацията на Асканио Мария Сфорца, който идва от Рим да посети брат си, както и от последвалото подобряването на здравето на херцога.
През август 1488 г. Иблето Фиески и Батистино Фрегозо влизат в Генуа и принуждават дожа Паоло Фрегозо да се оттегли в Кастелето, и да се защити от нападателите с гюлета. За потушаване на бунта Лудовико праща армия под командването на Джанфранческо Сансеверино, който принуждава бунтовниците да изоставят оръжията. На 31 октомври 16 генуезки пратеници потвърждават своята обвързаност, като се кълнат във вярност на херцога на Милано и му връчват знамето на Св. Георги, скиптъра и ключовете на града. Агостино Адорно е назначен за нов губернатор на Генуа вместо Паоло Фрегозо. Лудовико също така получава Савона от Фрегозо срещу 4000 дуката годишно и обещанието за брак между Киара Сфорца – извънбрачна дъщеря на херцог Галеацо Мария Сфорца и Фрегозино Фрегозо – син на бившия дож, който трябва да стане дож след него от името на херцогството. За губернатор на Савона е назначен Дзено да Лавело, отличил се предходната година в битката при Кревола, защитавайки Домодосола.

#### Заговор на Орси
На 14 април 1488 г. Орсите – благородници от Форли, след като дълго време са замисляли заговор срещу Джироламо Риарио – племенник на папа Сикст IV и господар на Форли, успяват да се промъкнат в кметството на града и да го убият с пробождания, след което го хвърлят го прозореца и остават народа да се гаври с трупа му. Катерина Сфорца – съпруга на Риарио и извънбрачна дъщеря на Галеацо Мария Сфорца, е заловена и затворена в крепостта Рокета ди Порта Нуова с децата си. Орси обаче не успяват да убедят кастелана Томазо Фео да се откаже от крепостта на Равалдино. Катерина успява да убеди Орси да я пуснат в крепостта, за да накара Фео да се предаде. След като тя влиза зад стените обаче, тя отказва да напусне, въпреки че Орси заплашват да убият децата ѝ. Когато Лудовико „Мавърът“ научава за заговора, той праща армия в Болоня под ръководството на Галеацо Сансеверино, която, след като се присъединява към войските на Джовани II Бентивольо, възлиза на 3000 пехотинци и още толкова конници. Сфорца обграждат града, заплашвайки да го разграбят и убият заговорниците, които се предават на следващия ден и бягат. Отавиано Риарио – син на Катерина Сфорца, става новият господар на Форли под опекунството на майка му. Катерина всъщност продължава да управлява града, като екзекутира почти всички, участвали в заговора. След завръщането си в Милано Галеацо Сансеверино е назначен за генерал-капитан на армията на Сфорца.

#### Брак и живот с Беатриче д'Есте
Годеницата на Лудовико Беатриче д’Есте вече е достигнала възрастта, подходяща за брак, а баща ѝ настоява да бъде определена дата от 1488 г. Лудовико обаче, както съобщава вездесъщият посланик на Есте Джакомо Троти, е взел в дома си красивата Чечилия Галерани. Може би поради тази причина той три пъти отлага сватбата, смущавайки тъстовете си, които вярват, че той вече няма намерение да се жени за дъщеря им. Години наред Ерколе настоява Лудовико да замени своя племенник в действителното владение на Миланското херцогство и за тази цел Беатриче трябва да му даде законен наследник възможно най-скоро. През 1490 г. обаче, след тринадесет месеца на бездействие, Джан Галеацо консумира брака си със съпругата си Изабела Арагонска, която в рамките на няколко дни се оказва бременна. Това събитие предизвиква от една страна раздразнението на Ерколе, а от друга страна убеждава Лудовико в необходимостта да се ожени. Сватбата е насрочена за следващия януари и на 29 декември 1490 г., по време на доста сурова зима, налагаща използването на шейни, сватбеното шествие напуска Ферара, за да отведе годеницата в Милано. Нейният брат Алфонсо и братовчед ѝ Ерколе се женят за две принцеси от Дом Сфорца по същия повод: първата е Анна Мария, племенница на Лудовико, а втората е Анджела, дъщеря на Карло Сфорца. На 18 януари 1491 г., с малко пищност, Лудовико се жени за Беатриче в замъка на Павия. Той иска сватбата да се отпразнува в Павия, а не в Милано, точно за да не създава впечатлението, че е искал да раздразни Джан Галеацо, законния херцог на Милано, който се е оженил за Изабела Арагонска в Миланската катедрала няколко месеца по-рано.
Бракът незабавно е обявен за консумиран, но всъщност той остава тайно неконсумиран за повече от месец. Всъщност Беатриче не изпитва никакво влечение към 38-годишния си съпруг, а напротив – показва, че не може да понася близостта му и се бунтува срещу всеки негов опит да я обладае. Лудовико уважава невинността на своята 15-годишна булка и не иска да я насилва, чакайки търпеливо, докато тя не пожелае да му се отдаде спонтанно, но това тревожи тъстовете му във Ферара, които настояват за незабавна консумация, тъй като само по този начин бракът би бил валиден. Лудовико избира съблазнителна стратегия и съчетава целувки и ласки с много богати ежедневни подаръци, но все още в средата на февруари не е постигнал целта. Той се оплаква за това на посланик Троти, като казва, че е бил принуден да изпусне парата с Чечилия и че когато отиде в леглото на жена си, тя „показа, че не чувства, преструвайки се, че спи, казвайки че е в безопасност и се срамува дори през нощта.“ Ситуацията най-накрая се разрешава спонтанно малко след това, когато през март-април писмата с оплаквания на Троти се превръщат в похвали на Лудовико към съпругата му. Сега той заявява, че вече не мисли за Чечилия, а само за Беатриче, „към която желае цялата си любов и изпитва голямо удоволствие от нейните нрави и добри обноски“, хвалейки я, защото „освен че е весела по природа, тя цялата е ум и много приятна, и не на последно място скромна“. Писмата на Беатриче също сменят тона си и сега тя изглежда много доволна, може би дори влюбена, в съпруга, който баща ѝ е избрал за нея.
Отношенията между двамата съпрузи скоро стават идилични: „Месер Лудовико почти никога не откъсва очи от херцогинята на Бари“, пише Тебалдо Тебалди през август 1492 г. Малко след сватбата Галеацо Висконти заявява: „има толкова много любов между тях, че не вярвам, че двама души могат да се обичат повече“. Лудовико е забелязан да дарява непрекъснати целувки и ласки на жена си, той остава до нейното легло през по-голямата част от деня, когато тя е болна, и в писмото, което пише за нея, той казва: „тя ми е по-скъпа от светлината на слънцето“. Той дори стига дотам, че кара да построят специална кола само за нея, за да ѝ позволи да участва в лов, докато се възстановява. Лекарят от Ферара Лудовико Кари, който идва през октомври 1492 г., за да лекува тежко болната Беатриче, пише на херцог Ерколе, че „господарят Лудовико я гали по такъв начин, че е изумен, често я целува, наричайки я „моята перла“, „живота ми“, така че ме трогва и ме разплаква.“ Поразен от богатството и количеството скъпоценности, коне и провизии, които Лудовико ѝ дава всеки ден, лекарят заключава: „Накратко, разглеждайки всяко нещо с безграничната любов на съпруга, не мисля, че може да се намери друга по-добре омъжена жена на света на нея“. Не е сигурно, че съпругата му му е отвърнала със същия ентусиазъм, но някои признаци ни карат да вярваме, че това е така. Самият ферарски лекар я вижда да реагира на вниманието на съпруга си, като „му се усмихва и му говори сладко и го гледа отново“, в което му се струва смесица между Венера и Диана. От друга страна самите съвременници отбелязват, не без изумление, че Беатриче го следва навсякъде, дори по време на бременността си, понякога рискувайки живота си, противно на обичая жените, при отсъствията му на съпрузите, да остават и да управляват къщата. За кратките години, прекарани заедно, те представляват образец на идеална двойка, обединени от любов, която далеч отвъд смъртта.
Кореспонденцията запазва моменти на голяма нежност, като напр. писмото, написано до тъща му няколко месеца след раждането на първото му дете Масимилиано, в което той ѝ казва за одобрението на новороденото и как „съпругата ми и аз, голичък накарахме да ни го доведат и да го държим между нас двамата“. Това, което прави впечатление, е грижата му да задоволи всяка прищявка на жена си и загрижеността му, разкрита пред тъстовете му, да не ѝ позволи да открие моментите, в които я е лъгал, от страх, че „тя няма да ме обича“, както и изключителната деликатност в споделянето на траурните събития: през 1493 г. той се извинява на своя тъст за забавянето на траура в Милано, тъй като чака по-добър момент да съобщи смъртта на майка ѝ на Беатриче и за това, че не му е писал лично, защото се страхувал, че ще бъде изненадан от жена си. Всъщност нейната емоционалност го дразни, но тъй като не иска да я упреква самият той, пише тайно на тъстовете си, за да го направят те, въпреки че на няколко пъти ги моли да не споменават това в отговорите си до нея, защото се опасява, че Беатриче може да разбере. Именно страхът да не загуби тази любов, спечелена с много усилия, го кара да изглежда сговорчив във всичко.

### Херцог на Милано (1494 – 1500)

#### Конфликт с Изабела Арагонска
Джан Галеацо Сфорца, който официално е херцог, и съпругата му Изабела Арагонска напускат Милано след разкошната си сватба, за да създадат свой двор в Павия. Младият херцог изглежда няма желание да управлява вместо чичо си Лудовико, но именно съпругата му Изабела поисква намесата на дядо си (краля на Неапол Фердинандо I), така че на съпруга ѝ да бъде поверен ефективният контрол на херцогството.Изглежда, че благородникът Джан Галеацо Тривулцио, който никога не е харесвал Лудовико, също участва в разпалването на трудната ситуация между двете страни. Така веднага възникна силен конфликт между Изабела и Лудовико, но особено между нея и Беатриче, тъй като Беатриче се оказва още по-амбициозна от съпруга си и е третирана като истинската херцогиня на Милано, а Изабела, яростна и позеленяла от завист не може да понесе да бъде надмината във всички почести от своята братовчедка.
Само липсата на законни потомци все още пречи на Лудовико да подкопае племенника си от трона: през декември 1491 г. той води съпругата си да види държавната хазна, възлизаща на 1,5 млн. дуката, и ѝ обещава, че ако му даде му син, той ще я направи господарка на всичко; обратното, ако той умре, на нея ще ѝ остане много малко. Ефектът е, че още през януари 1492 г. Беатриче предсказва на флорентинския посланик, че след една година тя и съпругът ѝ ще станат херцози на Милано, и враждебността между нея и братовчедка ѝ става още по-интензивна.
И Лудовико мрази Изабела: той я смята за високомерна, злобна, завистлива и неблагодарна; преди всичко се опасява от отмъщение към обожаваната от него Беатриче, тъй като Изабела вече се е опитала да отрови Галеацо Сансеверино, точно когато през октомври 1492 г. Беатриче се разболява сериозно. Когато на 25 януари 1493 г. се ражда първият им син Ерколе Масимилиано, радостта на Лудовико няма граници. Има слухове, че той възнамерява да номинира сина си за граф на Павия – титла, запазена за престолонаследника на Миланското херцогство. Това кара Изабела да поиска намесата на баща си Алфонсо II, така че съпругът ѝ, вече пълнолетен, да бъде натоварен с ефективен контрол над херцогството. Алфонсо II е готов да се намеси в защита на дъщеря си, но крал Фердинандо I няма намерение да разпалва война, напротив, заявява, че обича еднакво и двете си племенници и ги приканва да бъдат предпазливи, така че ситуацията да остане стабилна.

#### Първо идване на французите (1494 – 1494)
В очакване на война Лудовико се съюзява с император Максимилиан I Хабсбург, като му дава за жена племенницата си Бианка Мария Сфорца с удивителната зестра от 300 000 дуката, плюс още 100 000 за инвеститурата си като херцог на Милано. Той се съюзява и с краля на Франция Шарл VIII, когото подтиква да дойде в Италия, за да завладеят Неаполитанското кралство, което Шарл смята за свое законно владение, тъй като е било откраднато от Анжуйците на Арагонците. През май Лудовико праща Беатриче като свой посланик във Венеция и съобщава на Сеньорията, чрез нея, своите тайни действия с император Максимилиан, както и току-що съобщената му много тайна новина, че Шарл VIII, след като е подписал мир с императора, е бил решен да изпълни начинанието. Въпреки че Сеньорията няма намерение да го подкрепи и се ограничава до смътни уверения, Лудовико, изключително горд от успехите на жена си, казва, че иска да накара Изабела да ругае, като ѝ покаже писмата, в които са описани тези уверения.
Когато Фердинандо I умира на 25 януари 1494 г., Алфонсо II, като негов наследник, не се поколебава да обяви война на Лудовико Мавъра, като окупира град Бари като първи акт на враждебност. На 11 септември френският крал Шарл VIII пристига в Асти, посрещнат с големи почести от Лудовико и повторно бременната Беатриче. С краля идва и братовчед му Луи Валоа-Орлеански, който се титулува „херцог на Милано по наследство“ и се стреми да завладее Миланското херцогство, тъй като е потомък на Валентина Висконти. Въпреки латентните вражди първите месеци преминават под знака на приятелство и Лудовико използва чара на жена си, за да ласкае французите и по този начин да ги разсее. Въпреки това ревността, предизвикана от красивия барон дьо Бово, очевидно го убеждава да махне Беатриче от Асти.

#### Херцогска инвеститура
На 22 октомври 1494 г. херцог Джан Галеацо Мария Сфорца умира при загадъчни обстоятелства на 25-годишна възраст. Официалната причина за това е, че той не е следвал лечението, предписано от личните му лекари, за болест, която се е проточила от известно време, и заради необичайния си живот, който е водил. По мнението на важни негови съвременници като Николо Макиавели и Франческо Гуичардини отговорник за смъртта е чичо му Лудовико, който е накарал да го отровят. Малагуци Валери категорично не е съгласен с това, като сочи че Лудовико наистина се е интересувал от доброто състояние на своя племенник, често му е изпращал подаръци и е карал постоянно да бъде информиран за лечението му. Валери посочва, че Джан Галеацо е започнал да проявява първите стомашни неразположения още на 13-годишна възраст и че всъщност непрекъснато не се е подчинявал на предписанията на лекарите, пиел е прекомерно вино и се е изтощавал в непрекъснати ловни излети и в разстроен сексуален живот.
Лудовико, който е в Пиаченца с краля на Франция, стига до Милано за няколко часа, където успява да бъде провъзгласен за херцог по волята на миланските благородници, в ущърб на малкия Франческо Мария, единственият наследник на починалия. Той също намеква, че след няколко дни ще бъде издигнат до крал на Ломбардия. Три дни по-късно заминава за Пиаченца заедно с жена си Беатриче, сега в шестия си месец от бременността, и се присъединява към крал Шарл VIII, който се е преместил във Форново. Престоят им обаче е кратък, защото, възмутен от арогантността на краля, който не му оказва нужното уважение, Лудовико решава на 13 ноември да се върне в Милано. В този момент назрява решението за отделяне от френския съюз.
На 4 февруари 1495 г. съпругата му му ражда втори наследник: Сфорца Франческо. Междувременно на 22 февруари Шарл VIII окупира Неапол. Лудовико, който всъщност никога не е искал да го облагодетелства в завоеванието, а е желаел да изплаши крал Алфонсо II и да го държи ангажиран на друг фронт, за да отвлече вниманието му от Милано, е разчитал на факта, че господарите на Италия няма да позволят на Шарл да мине, което обаче се случва. Сериозно притеснен от прекомерната намеса на французите, той отново отменя съюзите, като образува заедно с другите италиански сили Свещена лига, способна да изгони чужденци от полуострова.

#### Обсада на Новара
Официалната инвеститура от Императора пристига на 26 май 1495 г., подчертана тържествено с голяма церемония в Миланската катедрала. Това се случва в атмосфера на голямо напрежение, тъй като поради промяната в съюзите Херцогът на Орлеан Луи има намерение да отстоява правата си над Милано. За да отговори на очевидните заплахи, Лудовико смята да атакува феода му Асти, но този ход има обратен ефект: Луи Орлеански очаква факта, окупира града със собствените си войски, окупира на 11 юни Новара и стига чак до Виджевано. Лудовико побързва да се затвори с жена си и децата си в Рока дел Кастело в Милано, но тъй като все още не се чувства в безопасност, той урежда с испанския посланик да напусне херцогството, за да намери убежище в Испания. Както пише Бернардино Корио, това не е последвано само поради желязната съпротива на съпругата му Беатриче и някои членове на съвета, които го убеждават да се откаже.
Ситуацията обаче остава критична: държавата е на ръба на финансов колапс, няма пари за поддържане на армията и има страх от народно въстание. Филип дьо Комин пише, че ако Орлеанският херцог е бил напреднал само сто крачки, миланската армия е щяла отново да премине река Тичино и той е щял да успее да влезе в Милано, тъй като някои знатни граждани са предложили да го вкарат там. За влошаване на ситуацията допринасят двусмислието на кондотиерите на Лудовико Сфорца и на неговия тъст Ерколе I д’Есте, който не само отказва да изпрати помощ, но дори се говори, че заедно с флорентинците той тайно подпомага Орлеанците.

#### Предполагаема болест на Лудовико
Тук източниците се разминават: според хрониста Доменико Малипиеро Лудовико не издържа на напрежението и е сполетян (според хипотезите на някои историци) от инсулт, тъй като има парализирана ръка, никога не напуска спалнята си и се появява рядко. Бедствието е предотвратено от съпругата му Беатриче, която според Бернардино Дзамботи е назначена за губернаторка на Милано за случая. Тя осигурява лоялността на благородниците и отбраната, и премахва някои омразни за народа данъци. Нейно писмо от 17 юли всъщност свидетелства за доста сериозно заболяване на Лудовико. Все пак не е ясно кога е започнало то, тъй като от писмата на Джакомо Троти изглежда, че Лудовико е бил все още здрав в края на юни и че е продължил да свиква съвети и да взима мерки, въпреки че е бил отчаян и при всяка възможност се е оттеглял в ъгъла, за да плаче и да се оплаква за своето нещастие. Според Франческо Гуичардини единствената му болест е бил страхът.

#### Действията на Беатриче
Ако родството с тъста Ерколе I д’Есте се оказва безполезно, то съюзът с Венеция е плодотворен: тя незабавно изпраща на помощ Бернардо Контарини, суперинтендант на страдиотите (наемници от Балканите – най-вече албанци, но и далмати и гърци), който пристига на 21 юни. Тъй като Галеацо Сансеверино, нейният генерален капитан, се бави, а Лудовико Сфорца няма намерение да се мести от Милано, през нощта на 27 юни жена му Беатриче решава да отиде сама във военния лагер във Виджевано, за да наблюдава реда и да насърчи капитаните да се придвижат срещу Херцога на Орлеан Луи. Тя постига това сутринта армията най-накрая да напредне и да възстанови позициите, загубени през предишните дни; въпреки това войниците я гледат зле, понеже не разбират защо съпругата се е появила на полето, докато съпругът остава в безопасност в замъка и взима своите мерки от там. Мнението на Гуичардини е, че ако Херцогът на Орлеан се е опитал да атакува в този момент, той е щял да превземе Милано, тъй като отбраната се е намирала само в Галеацо Сансеверино, но демонстрацията на сила от страна на Беатриче го кара да повярва, че отбраната е по-добра от реалната и той се оттегля в Новара. Колебанието е фатално, тъй като позволява на Галеацо да реорганизира войските си и да го обкръжи, като по този начин го принуждава на дълга и изтощителна обсада. „Луи, херцог на Орлеан... след няколко дни подготви доста голяма армия, с която влезе в Новара и я превзе, а след няколко дни по същия начин той завзе замъка, което предизвика голям страх у Лудовико Сфорца и той бе почти до отчаяние за съдбата си, ако не беше утешаван от жена си Беатриче... О, малка слава за принц, на когото е необходимо добродетелта на жената да му дава смелост и да го кара да воюва, за спасението на владението!“.

#### На бойното поле
В началото на август 1495 г. Лудовико отива със съпругата си да пребивава в лагера на Новара, за да обсъдят някои важни военни въпроси. По случай тяхното посещение се провежда запомнящ се преглед на цялата армия: Лудовико, въоръжен, води всяка група в присъствието на жена си, като от време на време я пита за мнението ѝ. Парадът е прекъснат от нещастен инцидент: конят на херцога се спъва, което се смята за лоша поличба от всички присъстващи, но Лудовико се възстановява възхитително, казвайки, че това е цялата вреда, която ще му дойде от тази война.
На 24 септември избухва много жесток сблъсък по неясни причини, след което Франческо II Гондзага приканва Лудовико да заключи жена си. Тъй като германците искат да предприемат „жестоко отмъщение" срещу италианците в лагера, Лудовико моли Франческо да спаси Беатриче, страхувайки се, че тя ще бъде изнасилена или убита. Маркизът „с брезстрашен дух“ язди сред германците и не без големи усилия успява да посредничи за мир. Междувременно се очаква капитулацията на врага, тъй като гарнизонът на Новара е унищожен от глад и епидемии; самият Луи Орлеански е болен от маларийна треска, но за да не се предаде, всеки ден подбужда хората си към съпротива с фалшивото обещание, че кралят скоро ще дойде да ги спаси. Това не се случва и той най-накрая трябва да се обяви за победен, приемайки безопасно поведение, за да стигне до лагера на крал Шарл VIII.
„Беатриче д'Есте успя да изгони херцога на Орлеан от Новара, който я бе завладял, заплашвайки директно Милано, върху който той се хвалеше с права на собственост. Мирът бе подписан и Шарл се завърна във Франция, без да е извлякъл сериозни резултати от начинанието си. Лудовико Сфорца се зарадва на този резултат. Но неговото ликуване бе кратко".
Така войната е спряна, но не и прекратена. Осъзнавайки това, Лудовико търси подкрепата на император Максимилиан, когото среща в Малес през лятото на 1496 г., за да го подтикне да завладее Пиза, която е под френска окупация. Още веднъж той използва съпругата си, за да спечели на своя страна императора, който всъщност „съзерцавайки херцогинята“ идва в Италия, но начинанието му се оказва неуспешно.

#### Смъртта на Беатриче
През последната година отношенията между съпрузите охладняват: от една страна трудностите, свързани с войната, придават на Беатриче сериозност, която я кара да загуби онази детска непосредственост, която накарва навремето Лудовико да се влюби в нея, а от друга страна подчертават слабостите на Лудовико, който губи доверие в нейните очи. Въпреки че все още я обича много, той вече не намира удоволствие да изненадва с щедростта си жена, която, станала богата и властна, вече не се нуждае от него. Затова той търси утеха в по-бедната ѝ сестра Изабела и в новата си любовница Лукреция Кривели, придворна дама на Беатриче. Беатриче, която дотогава не е проявявала ревност към честите изневери на съпруга си, смятайки ги за незначителни разсейвания, се опитва да се противопостави на връзката. Тя обаче не успява да отвлече вниманието на Лудовико от Лукреция и той през цялата 1496 г. продължава да посещава повече или по-малко Кривели тайно, дотолкова че кара и двете жени да забременеят в рамките на няколко месеца. Беатриче реагира, като му отказва леглото си и отношенията между двамата съпрузи достигат точката на скъсване. Накрая, дълбоко унизена, разочарована, озлобена, особено натъжена от преждевременната и трагична смърт на много младата Бианка Джована – нейна най-скъпа приятелка в двора, Беатриче умира при раждане в нощта между 2 и 3 януари 1497 г. на 21-годишна възраст.

##### Мъката на Лудовико
Лудовико полудява от мъка и никога не се възстановява от смъртта на жена си, която дотогава е била негова сила и опора в управлението на държавата. „Чечилия Галерани и Лукреция Кривели удовлетворяват Лудовико с въжделенията на сърцето и сетивата, а Беатриче е стимулът на неговата амбиция. Той го усещаше. Така че смъртта на херцогинята със сигурност е причина за дълбоките и искрени сълзи в него. Това злощастно събитие бележи началото на поредица от нещастия за Мавъра, които сякаш осъществиха тъжните му предчувствия и го повалиха, както той със сигурност не би направил, ако имаше благородната и горда съпруга до себе си“. Той винаги е бил убеден, че ще умре преди нея и в способностите ѝ е поставил всичките си надежди за поддържане на държавата по време на непълнолетието на децата им.
„И всъщност смъртта на Беатриче, превъзходната и интелигентна ферарезка, бе сериозна катастрофа за Лудовико Мавъра. Тя бе душата на всяко начинание, тя бе истинската кралица на сърцето му и на неговия двор... Ако Херцогът на Бари... успя да представи много по-добра сцена на театъра на Европа, както бе отбелязано, в неговото състояние, това до голяма степен се дължи на тази жена, женствено суетна, ако щете, и жестока, особено с херцогиня Изабела, но с решителен и упорит характер, бърз ум, ум, отворен към всички съблазни на лукса и към всички обаяния на изкуството. Когато тя... умря... бе като голяма буря, която разстрои душата на Лудовико. Нито някога се възстанови от това; тази смърт бе началото на неговите нещастия. Мрачни предчувствия минаха през ума му; струваше му се, че е останал сам в голямо бурно море и той склони, страхливо, към аскетизъм. ...призракът на неговата красива и бедна мъртва жена винаги бе пред духа му.“
С тези няколко думи през същата нощ той съобщава нещастието на маркиз Франческо Гонзага: „Нашата болна съпруга, тъй като тази нощ в два часа дойдоха болките, в пет часа роди мъртво мъжко дете и в шест и половина предаде Богу дух, от който горчив и незрял случай се намираме в толкова много горчивина и траур, колкото е възможно да почустваме, и толкова по-благодатно щеше да бъде за нас да бяхме умрели първи и да не видим, че липсва най-скъпото, което имахме на този свят“.
В продължение на две седмици Лудовико остава затворен в собствените си апартаменти на тъмно, след което пуска брадата си, носейки от този момент нататък само черни дрехи с дрипаво просешко наметало. Основната му грижа става разкрасяването на семейния мавзолей и държавата, занемарена, изпаднала в разруха, точно по времето, когато Херцогът на Орлеан, воден от яростна омраза, заплашва с втора експедиция срещу Милано.
Той казва на посланика на Ферара Антонио Костабили, че „не вярва, че някога ще може да понесе тази горчива чума“ и признава, че напоследък е третирал зле жена си, за което е „недоволен до дъното на душата си“. Той казва, че винаги се е молил на Бог жена му да го напусне след него, като е възложил всичките си надежди на нея за бъдещето, но тъй не се е харесал на Бога, той му се моли и винаги ще му се моли да му даде благодатта да види Беатриче за последен път, за да я помоли за прошка, тъй като „той я обичаше повече от себе си“. Тогава той също е в контакт с млад некромант от Ферара, който го уверява, че може да призовава мъртвите по желание.
Има много историци и хроникьори, които, трогнати и изумени, отбелязват проявите на невероятна болка, която Мавърът проявява заради това нещастие. Марин Санудо пише, че „такава смърт херцогът не можеше да понесе поради голямата любов, която имаше, и казваше, че не желае повече да се грижи нито за децата си, нито за държавата, нито за светските неща и едва искаше да живее... И оттогава нататък херцогът започна да изпитва големи неприятности, коейто преди винаги бе живял щастливо“. Анонимен от Ферара дори съобщава, че Лудовико, по време на погребението, е искал да се ожени отново за починалата, сякаш е жива, потвърждавайки своите сватбени обещания, – действие, което, ако е вярно, може би е безпрецедентно.

##### Апотеоз на съпругата
Лудовико постановява апотеоза на съпругата си, към която създава истински култ: в допълнение към изсичането на монета с нейния образ на обратната страна той нарежда почти всички възпоменателни плочи в херцогството да носят герба и името на Беатриче, и има нейното изображение, възпроизведено върху карнелиана на пръстена с печат, който носи на пръста си, заменяйки предишната глава на римски император. На нейната памет той посвещава Пустерла Беатриче, която украсява в ренесансов стил. Поръчва на Кристофоро Солари великолепен надгробен паметник с двете им лежащи фигури, издълбани в мрамор, заявявайки, че „угодно на Бога, той един ден ще почива до него на жена си до края на света“.
В продължение на цяла година Лудовико се заклева да яде прав върху поднос, държан от слуга, и налага пост в двора всеки вторник, в деня на смъртта на съпругата си, В замъка той подготвя стая, изцяло декорирана в черно, която по-късно е известна като Черната заличка (Saletta Negra), където се оттегля, за да оплаква жена си в самота и където и да отиде, иска квартирата му да бъде покрита с черно. Всеки ден той посещава гроба ѝ поне два пъти, без нито веднъж да пропусне, така че посланиците, които искат да говорят с него, го намират по-често в църквата „Санта Мария деле Грацие“, отколкото в замъка. Дори в най-критичните моменти, т.е. в деня на бягството му от Милано, последната му мисъл, както разказва Бернардино Корио, е да посети гроба на жена си, преди да замине.

#### Загуба на властта (1499 – 1500)
От януари 1497 г. Лудовико започва да се страхува да не загуби държавата, но ситуацията достига връхна точка, когато през 1498 г. френският крал Шарл VIII умира бездетен и го наследява Херцогът на Орлеан като Луи XII Френски. Тогава той решава да си отмъсти за претърпяното унижение, като предприема втора експедиция срещу Миланското херцогство. Без основателната помощ на съпругата си този път Лудовико се оказа неспособен да се изправи срещу врага.
Луи XII поверява ръководството на армията за превземането на Милано на известния кондотиер Джан Джакомо Тривулцио, личен враг на Мавъра. По време на Пизанската война от 1498 г., тъй като пизанците предпочитат закрилата от страна на Венеция, Лудовико изтегля войските си, след като е загубил всякаква надежда да може да стане господар на Пиза. След това той отменя съюза с Венеция, помагайки на Флоренция военно да завладее Пиза, надявайки се на подкрепата на Флорентинската република срещу Луи XII. Ходът се оказва погрешен и всъщност го лишава от ценен съюзник – Венеция, която му помага конкретно още от обсадата на Новара, което не прави сигурна помощта на Флоренция, на която Миланското херцогство винаги е било горд противник. Това е очевидно при Второто слизане на французите в Италия: Луи XII се съюзява с Венеция, която в този момент е нетърпелива да си отмъсти за обръщането на Лудовико, и Джан Джакомо Тривулцио преминава с армията в Италия.

##### Бягство и кратко завръщане
Лудовико предпочита да избяга и заедно с малките си деца и брат си Асканио намира убежище в Инсбрук при император Максимилиан I, напускайки Милано на 1 септември 1499 г. От братята Сансеверино Галеацо и Гаспаре (Фракасо) го следват, а вместо това Джан Франческо му обръща гръб и преминава на служба на краля на Франция. Веднага след заминаването на херцога, също благодарение на бунта на миланския народ, потиснат от данъците, Джан Джакомо Тривулцио влиза триумфално в Милано.
За това трагично събитие, което поставя началото на петдесет години войни и чуждестранни нашествия на полуострова, Макиавели директно обвинява Лудовико Мавъра и политиката, която той следва – историческа присъда, с която много историци през вековете са съгласни, но която днес мнозина са склонни да преразгледат.
Научавайки, че населението вече мрази чуждото потисничество поради злоупотребите на французите, Лудовико наема наемна армия от швейцарци и в началото на 1500 г., подпомаган от брат си Асканио и братята Сансеверино, си взима обратно Милано. Тук, почти изкупен, той заявява пред хората, че сега много го радва „занаята на войника“ и че „му харесва повече името на капитан от това на господар“, след което се обръща към Асканио и казва: „Ще се направя толкова стойностен мъж, че няма да можете да ме държите тук повече!".
Ситуацията обаче се обръща срещу него по време на обсадата на Новара, когато швейцарците отказват да участват в битката. На 10 април 1500 г., докато е маскиран и смесен с войските, които се опитва да върне към Белинцона, той е предаден от швейцарски наемник и е предаден на французите заедно с братята Сансеверино. Няколко дни по-късно брат му Асканио, който се е опитал да избяга в Германия, също е заловен. Веднага след като херцогът е доведен в негово присъствие, Джан Джакомо Тривулцио се обръща към Андреа Прато с тези презрителни думи думи: „Сега си тук, Лудовико Сфорца, който заради любовта към един чужденец – Галеацо Сансеверино изгони мен, твой гражданин, и като не ти бе достаъчно да ме изгониш веднъж, отново ли си подтикнал умовете на миланците да се разбунтуват срещу кралското величество?“ На което, отговаряйки смирено, принцът каза, че е трудно да се знае причината, поради която душата се прекланя да обича единия и да мрази другия...“.
С пристигането на французите Милано губи независимостта си и остава под чуждо господство в продължение на 360 години. Сред военната плячка, взета от французите, е и голямата Библиотека на Висконти-Сфорца, намираща се (заедно с част от херцогския архив) в замъка в Павия и съставена от над 900 ръкописа, включително някои, принадлежащи на Франческо Петрарка. От кодексите в библиотеката на херцозите на Милано 400 са запазени и до днес в Националната библиотека на Франция, докато други са в италиански, европейски или американски библиотеки.

### Затвор и смърт
Лудовико е взет в плен във Франция. Той минава през Асти и Суза, и пристига в Лион на 2 май. Луи XII, въпреки настояването на император Максимилиан I да освободи Лудовико, отказва и дори унижава бившия херцог, отказвайки да го приеме официално. Същевременно с това кралят продължава да се отнася към него като към специален затворник, позволявайки му да ходи на лов и риболов и да приема приятели. Още през 1501 г. до Венеция стига мълва, че Лудовико е полудял, според някои поради „меланхония", според други поради измислица, за да получи по-голяма свобода. Затова през следващата зима, когато Лудовико се разболява, кралят му изпраща личния си лекар заедно с придворното джудже, за да го развесели. За това споменава накратко и Николо Макиавели в Глава 3 на „Владетелят“. Лекарят го описа като „слаб“, с „хлътнали очи“, но през следващата година той вече се адаптира към плена: играе на карти, с арбалет и лови риба в рова, след което става по-дебел отвсякога“.
Първо Лудовико е държан в замъка Пиер Сиз до Лион, след което е преместен в този на Лис Сен Жорж близо до Бурж. Накрая отива в замъка Лош през 1504 г., където му е дадена още свобода. Той се опитва да избяга през 1508 г. и кралят на Франция, чувствайки се обиден от това, заповядва да го заключат в кулата на замъка и да го лишат от всичките му привилегии. 55-годишният Лудовико умира там на 27 май 1508 г. в присъствието на свещеници.
Тленните му останки не са върнати в родината. Той е погребан в Тараскон, в местната църква на Отците-доминиканци. През 2019 г., по време на някои разкопки в Колегиалната църква „Сен Урс“ в Лош, на бял свят излизат гробници, една от които би могла да се свърже с херцога на Милано.
След смъртта на Лудовико „Мавъра“ император Максимилиан I с помощта на наемни пехотинци – ландскнехти успява да върне Миланското херцогство на първородния му син Ерколе Масимилиано Сфорца. Той царува за кратко като херцог, след което оставя трона на брат си Франческо II Сфорца, който също царува за кратко. След смъртта на Франческо II през 1535 г. и с избухването на Италианските войни Милано преминава при Карл V окончателно под властта на Испанската империя, с чиято съдба остава свързан в следващите векове.

## Външен вид и характер

### Лудовико „тиранинът“
Превъзходен херцог по време на мир, доста лош по време на война, Лудовико никога не е бил опитен нито в оръжията, нито във физическите упражнения, напротив – той е човек с мек и благ характер, не понася никакви форми на насилие и жестокост: доколкото успява да се държи далеч от бойните полета, го прави, и доколкото може да се въздържа от налагане на сурови наказания на виновните, се въздържа. „В обществения живот, както и в личния живот, фигурата на Лудовико несъмнено изглежда симпатична, дори и да не може да се нарече велика фигура. Добродушен, обичащ мира, чужд, доколкото е възможно, на тези опасни смелости, които все пак бяха направили херцогството му силно благодарение на инициативата на някои от неговите предци, и могъщо и плашещо семейството му, в продължение на двадесет години той почти изцяло обърна дейността си в полза на гражданите и семейството си. Елегантен, красив по фигура (поетите възхваляваха формата му), културен, добър писател на народен език и на латински, остроумен, насърчаващ литературата... приятен оратор, любител на веселите разговори и музиката със сигурност повече отколкото на живописта...; страстен фермер и въвеждащ при нас нови култури и селскостопански индустрии, модерен в идеите си в желанието за разумни и либерални закони - неговият едикт го доказва, Лудовико Мавърът... е, според нас, най-привлекателната, най-завършената фигура на благородник от Италианския ренесанс“.
Следователно той не заслужава славата на „тиранин“, която понякога му се приписва, която, ако не друго, принадлежи на брат му Галеацо Мария, който измъчва поданиците си и дори приятелите си с неописуеми мъчения и жестокост. Може би приемайки неговия братски пример като предупреждение, Лудовико винаги се въздържа от всякакви ексцесии. Може да се каже, че той дори не е в състояние храни омраза: затворен в Шато дьо Лош от крал Луи XII, лишил от статуса, титлата, богатството и децата му, Лудовико не намира нищо по-добро от това да напише мемоари „за нещата на Италия“ за самия Луи XII, в който обяснява на суверена кой е най-добрият начин да управлява Ломбардия и го съветва да милее за флорентинците, да не създава врагове в лицето на папата и никога да не се доверява на венецианците“.

### Външен вид
Той е доста висок за времето си – между 1,80 и 1,90 m, но не толкова физически надарен. Алипрандо Каприоли казва за него: „той не беше добре разположен в тялото, но красив в лицето си и с щедро присъствие“. С течение на годините, без необходимата физическа подготовка, той напълнява все повече, губейки тегло едва след смъртта на жена си (поради непрекъснатото гладуване) и след залавянето му, за да се върне към това да бъде „по-дебел от всякога“, както го описва посланик Доменико Тревизан, след като вече е свикнал със затворничеството. „Тъй като не беше човек с твърде добро разположение на тялото, нито войнствен, нито енергичен по природа, той лесно беше изоставил изучаването и упражняването на оръжия и обичаше да казва, че много пъти има много повече сила писалка за писане, отколкото меч за боравене“. Той обаче има широки рамене, които подчертава с вериги от масивно злато. От ранна възраст има тъмни очи, коса и тен. Дори ферарският летописец Джироламо Ферарини, който го среща на 25-годишна възраст през 1477 г., го описва като „с благороднически и красив външен вид, позволено е да има тъмно лице“. Още през 1492 г. венецианските посланици го наричат „красив мъж“. След зряла възраст той страда от различни заболявания, като подагра и астма.

### Характер
Лудовико е разточителен с приятелите си, либерален, снизходителен, внимателен и човечен, но се оказва много малко енергичен човек, ако не е пришпорван, и с течение на времето става все по-противоречив и нестабилен. Примерно в това отношение е преценката на историка Камило Порцио: „Лудовико Сфорца, който в съветите си искаше да бъде свръхчовек, и в работата си изглеждаше малко повече от жена...“.
Паоло Джовио го описва по следния начин: „Много хуманен и много лесен за даване на аудиенции, и духът му никога не е победен от гняв. Умерено и с голямо търпение той раздаваше правосъдие и с изключителна щедрост предпочиташе явните таланти в литературата или в благородните изкуства. И накрая, когато настъпеше глад или чума, той много се грижеше за храната и здравето; и след като премахна боклука и изправи неудобните сгради на града, донесе толкова много блясък и богатство на Ломбардия, че всички го наричаха строител на златния мир, обществената безопасност и благодатта.“
Според Филип дьо Комин той е „много проницателен човек, но много плашлив и изключително пластичен, когато се страхува... и без вяра в дадената дума, ако вижда изгодата в това да я наруши“. Понякога той знае как да се хвали, както когато през 1496 г. се хвали, че папа Александър е негов капелан, император Максимилиан негов кондотиер, Венеция негов камерхер, а кралят на Франция негов куриер, който трябва да идва и да тръгва през Италия по негово усмотрение. Франческо Гуичардини го описва като „много бдителен принц с много проницателен гений“, а на друго място: „дори не срамежлив в беда, който, неумерен в просперитета, тъй като наглостта и плахостта почти винаги се съчетават в един и същи предмет, демонстрира с безполезни сълзи своите страхливост“.
Троти, разгневен от спокойствието на Баньоло, го нарича човек, който „не обича човек, освен от страх или от нужда“ и казва: „той е лъжлив, отмъстителен, много алчен, без срам, alieni appetens..., в една малодушна превъзходна степен, на която изобщо не се вярва... той е амбициозен и никога не говори добре за никого“. Той добавя, че принадлежи към класата на тези, които първо говорят едно, после правят друго; че той не обича никого и че никой не го обича и че е убеден, че може да подценява другите силни в Италия и поради тази причина губи приятелството на всички.
Андреа Прато, който го укорява грубо, че е предпочел Галеацо Сансеверино пред Джан Джакомо Тривулцио, рисува безмилостна негова картина, казвайки, че той е с рядък и благоразумен интелект, но страшен до такава степен, че изглежда, че се отвращава не само от битките, но дори и да чуе за зверски и жестоки неща, поради което не е обичан от войниците, които искат смел господар, който стои до тях и се излага на опасност с тях: „Той беше повече от другите си братя, посветени на обучението; и благодарение на добрия си талант той лесно разбираше значението на авторите, така че сред всички останали, които някога са доминирали в Милано, той беше най-грамотният. И с тази негова изобретателност, придружена от благоразумие, при достигане на по-зрели години и управление на държавата, той беше известен като малодушен: което не е чудно; защото, доверявайки се твърде много на своята проницателност и на това, че знае как да предприеме действия за всички нужди само с изобретателност и опит, без сила на оръжието, той премина в такова малодушие на духа, че изглеждаше, че се страхува само от присъствието, не където имаше да борави с оръжия, но където се споменаваха зверски и жестоки неща. Поради тази причина, не осъзнавайки, че е много благодарен на хората, които естествено обичат господари, които освен щедростта, са смели и които се излагат на опасност с тях и войниците, когато е необходимо, той предпочита чужденците много повече от своите; и онези, които обичаше с такава жар, че за кратко време от по-посредствени ги направи много богати...“
В съпругата си Беатриче – жена със силен характер и любителка на войната, следователно способна да компенсира недостатъците на съпруга си, той намира свой най-верен и валиден сътрудник. Той сляпо се доверява на нея, предоставя ѝ голяма свобода и ѝ поверява важни задачи, като винаги я въвлича в съвети и преговори. Следователно като съпруг той е почти безупречен и ако не са постоянните изневери, в нищо друго не може да бъде упрекнат в това отношение. Густаво Уциели погрешно твърди, че е биел съпругата си, но объркването възниква от писмо от 1492 г., в което се казва, че херцогът на Милано е „понабил" жена си: херцогът на Милано тогава се казва Джан Галеацо, който е малтретирал съпругата си Изабела, следователно Лудовико никога не си е позволявал да направи такъв жест по отношение на жената, която е обичал повече от себе си.

#### Любов към земята
Голямата страст на Лудовико е земеделието: той обича да си спомня как дядо му, Муцио Атендоло, преди да стане кондотиер, се е лодил като фермер. Самият той е опитен в отглеждането на лози и черничеви дървета – известния moròn, с който копринените буби правят известната миланска индустрия. Създава своя собствена ферма близо до Виджевано, т. нар. Сфорцеска, със съседната Пекорара, където се отглеждат различни видове говеда, овце и други животни, които Лудовико много обича и където често ходи със съпругата си Беатриче, също като него любителка на природата. Неслучайно използва Леонардо да Винчи повече като инженер, отколкото като художник, за да изгради серия от акведукти, полезни за напояване на тези естествено сухи земи. Лудовико решава с официален акт от 28 януари 1494 г. да дари Сфорцеска, заедно с много други земи, на своята любима жена и това изглежда още по-значимо, ако се вземе предвид факта, че той получава годишно много богати приходи от там.

#### Мания по астрологията
Може би именно поради собствената си несигурност Лудовико става обсебен от астрологията, до степен че придворните на Ферара забелязват, че нищо не се прави в Милано, без Амброджо да Розате – астролог и личен лекар на Лудовико, първо да се е консултирал със звездите. Санудо пише, че в отчаянието на бягството му само Маестро Амброджо „с надеждата, [която] му дава, го запазва жив“.

#### Култура
Културен човек, той знае латински и френски език и винаги, когато може, се спира да слуша четенето и коментара на „Божествена комедия“, който хуманистът Антонио Грифо прави по нареждане на херцогиня Беатриче, която е много запалена по нея. След нейната смърт и залавянето му Лудовико иска като последна воля да може да държи при себе си книга с творбите на Данте, които чете непрекъснато по време на затвора си, чиито терцини той с удоволствие пише, преведени на френски, на стените на собствената си килия заедно с някои негови носталгични мисли, пропити с мъдрост.

## Сантиментален живот

### Лудовико „съблазнителят“
Надарен в най-добрите си години с голям чар и харизма, Лудовико придобива репутацията на прелъстител. Дължим на Франческо Гуачардини новината, вероятно неоснователна, за влюбването му в племенницата му Изабела Арагонска, което го е накарало да омагьоса племенника си Джан Галеацо – първи братовчед и съпруг на Изабела, така че да не може да консумира брака. Той дори се хвали през 1498 г., че от ревност към жена си маркиз Франческо II Гондзага играе двойна игра между него и синьорията на Венеция, намеквайки, че е имал любовна връзка със сестрата на жена си Изабела д’Есте. Тези слухове, разпространили се чак до Венеция, разгневяват както маркиза, така и тъстът на Лудовико Ерколе I д’Есте, който побърза да ги отрече. Изабела със сигурност винаги е изпитвала слабост към Лудовико и е завиждала на сестра си за успешния ѝ брак, богатства и деца, но не е доказано, че е била негова любовница.

### Метреси
Въпреки силната любов към съпругата си Беатриче Лудовико има метреси преди, по време и след брака, както всеки друг благородник от онова време. Първите две, за които има информация, са Романа и Бернардина де Корадис, вероятно и двете с нисък социален статус. През юли 1485 г. (или 1484 г.) Лудовико говори в писмо „за удоволствието, което вече от няколко дни имах с една млада миланска жена, забележителна по кръв, много честна и пищна, колкото можеше да се желае“, сестра на Галеацо Галерани и следователно идентифицирана от Леон-Габриел Пелисие като Изабела Галерани, докато за други историци това е по-известната Чечилия, на 14 г. по онова време. Тя обаче се появява официално в двора едва през лятото на 1489 г., когато посланикът Джакомо Троти приписва причината за известно неразположение на Моро на „твърде многото секс с едно от неговите момичета, което той взе със себе си, много красиво, преди доста дни, което го следва навсякъде и той толкова го обича и му го показва“. Чечилия му ражда извънбрачен син на 3 май 1491 г. на име Чезаре, а на 18 май като дар получава феода Сароно и става негова графиня. Херцогът припознава детето по-късно и дори се опитва то да бъде номинирано за архиепископ на Милано на 6-годишна възраст. Тя остава в двора до първите месеци на 1491 г., когато е прогонена от новата херцогиня Беатриче и за известно време вече няма имена на любовници.
През февруари-март 1495 г., съвпадайки с второто раждане на Беатриче, Лудовико има авантюра с Изабела Троти да Казате (приятелка на Изабела д’Есте, която всъщност идва да помогне на сестра ѝ). От нея е запазено писмо до него, в което тя се оплаква от липсата му и подписва без да каже името си, намеквайки, че Лудовико не е искал тя да се нарича негова любовница, може би от уважение към съпругата си, който освен това е четяла кореспонденцията му.
Малко след това, може би през август 1495 г., той започва добре известната си връзка с Лукреция Кривели, която му причинява брачна криза: от Анонимен ферарезец се знае, че през 1496 г. „цялото му удоволствие бе с една неговата прислужница, която бе придворна дама на жена му... с която не спеше вече от доста месеца, понеже не беше желан“. Франческо Муралто уточнява, че Беатриче „бе удостоена с голяма грижа от страна на Лудовико, въпреки че той приветстваше Лукреция като наложница от семейство Кривели; поради което, колкото и въпросът да глождеше вътрешностите на съпругата, любовта все пак не се отдалечаваше от нея“. Връзката официално продължава до поражението на Лудовико през 1499 г., въпреки фаза на строг аскетизъм след овдовяването му, въпреки че не е ясно защо, след като вече е спасил децата си по пътя за Комо, той не е помислил да накара и любовницата си да избяга. Всъщност Лукреция се опитва да го последва, но е пленена и трябва да потърси убежище, заедно със сина си, при маркизите на Мантуа, но успява да запази огромното богатство, натрупано благодарение на нейните услуги.
Естеството на връзката му с Грациоза Маджи – друга красива придворна дама на жена му, е несигурна. Тя е наречена „Грациоза Пия“, защото е съпруга на Лудовико Пио ди Карпи, и на нея Лудовико дава щедра зестра. През август 1498 г. той ѝ изпраща писмо, в което всяка дума може да бъде обяснена честно, с изключение на едно изречение: „Само това ще ти припомним: че единствено от нас си обичана, като по този начин заслужаваш твоите добродетели и обичаи“.
Могат да се правят само хипотези за красивата Иполита Фиорамонте – друга млада приворна дама на Беатриче, която след смъртта на херцогинята се хвали с покровителство от Лудовико, което е трудно за обяснение, който ѝ дава голяма зестра.
Вместо това едно по-истинско приятелство го свързва с жени като Клара Гондзага, сестрата на маркиз Франческо II Гондзага, във връзка с която някой дори говори за брак – недоразумение, което Лудовико побързва да изясни.

### Фаворити
От 1483 г. Лудовико има много близко приятелство с Галеацо Сансеверино (ок. 1460 – 1525) и непрекъснато го покрива с почести и привилегии. Той му дава дъщеря си Бианка Джована за съпруга и го назначава за регент заедно със съпругата му Беатриче. Галеацо споделя всичките му тайни и придобива много власт в Милано. Той служи вярно на своя тъст, въпреки че не е толкова опитен във войната като брат си Фракасо, който има ролята на генерален капитан на армията на Сфорца от 1488 г. до края. Точно това фаворитизиране поражда омразата на Джан Джакомо Тривулцио към Лудовико, която по-късно се оказва фатална. Въпреки че Филип дьо Комин приписва всичко на връзка от синовен характер, това странно приятелство стимулира клюките до такава степен, че Франческо II Гондзага открито обвинява Галеацо в проституция, а Франческо Гуичардини събира онези слухове, които обвиняват Мавъра в содомия. Практиката на содомия, според древногръцката употреба, е много широко разпространена почти навсякъде по онова време, включително у много могъщи мъже и господари.
Други хора, които могат да бъдат наречени негови фаворити, не е известно обаче в какви термини (може би само емоционални), са:
- Джовани да Казале, вероятно със скромен произход, но с голяма красота като млад. Той поражда възторг у Лодовико, като постига почетен военен чин. През 1498 г. Лудовико го изпраща на мисия във Форли при графиня Катерина Сфорца заедно с известния кондотиер Фракасо (Гаспаре Сансеверино). Катерина скоро се влюбва в Джовани и го прави свой любовник.
- Русият Контино ди Мелцо – племенник на Лудовико, по-млад от жена му Беатриче
- Много младият Маркезино Станга, първо негов камериер, а след това „наш любим секретар“
- Много други, които обаче със сигурност трябва да се разбират като фаворити в ролята им на служители, посланици, писатели или войници: братята Амброджо и Бернардино да Корте, първият „наполовина луд“, а вторият, комуто Лудовико поверява замъка на Милано, го предава; Джироламо Тутавила и Галеацо Висконти (наречен Месер Весконте, 1455 – 1531), граф на Бусто Арсицио. Тутавила и Висконти със сигурност не млади и те всъщност са по-скъпи на Беатриче.

## Брак и потомство
∞ 17 януари 1491 за Беатриче д’Есте (* 29 юни 1475, Ферара; † 2/3 януари 1497, Милано), принцеса на Ферара, втора дъщеря на Ерколе I д’Есте, херцог на Ферара, Модена и Реджо, и на съпругата му принцеса Елеонора Арагонска, от която има двама сина:
- Ерколе Масимилиано Сфорца (* 25 януари 1493, Милано; † 1530, Париж или 1552 като монах с името Челестино да Олджате в манастира „Сен Жармен дьо Пре“, Париж), 8-и херцог на Милано (1512 – 1515 и 1529 – 1530), принц на Павия
- Франческо Мария II Сфорца (* 4 февруари 1495, Виджевано; † 1535 в Милано), 9-и херцог на Милано (1521 – 1524, 1525 – 1526 и 1529 – 1535), ∞ 4 май 1534 за принцеса Кристина Датска (* 1522, Копенхаген; † 10 декември 1590, Тортона), дъщеря на краля на Дания, Норвегия и Швеция Кристиан II и на съпругата му Изабела Хабсбург, ерцхерцогиня на Австрия.

Сватбената церемония е в херцогския параклис на Замъка в Павия. Изглежда че маркграфът на Мантуа Франческо II Гонзага присъства на сватбата преоблечен и без знанието на Изабела. Лудовико „Мавърът“ иска бракът да се отпразнува в Павия, а не в Милано. Той не иска да създава впечатление, че желае да измести Джан Галеацо Мария, законният херцог на Милано, сключил брак с Изабела Арагонска в Миланската катедрала няколко месеца по-рано. Още на следващата сутрин Лудовико заминава за Милано, за да завърши подготовката за сватбеното тържество, докато кортежът на Беатриче напуска Павия три дни по-късно, прекарвайки нощта на 21 януари в замъка в Бинаско. На следващия ден шествието е поздравено от херцога и херцогинята на Милано няколко мили южно от града и е придружено за закуска в трапезарията на Базилика „Сант Еусторджио“. В късната сутрин то влиза в Милано през Порта Тичинезе, където е приветствано от Лудовико, най-известните благородници, духовенството, посланиците на италианските държави, лекари и юристи. На 23 януари е отпразнувана сватбата между брата на Алфонсо I д’Есте и внучката на Франческо I Сфорца – Анна Мария Сфорца, затвърждавайки още повече съюза между двете семейства. На 28 януари, като част от тържествата, се провежда турнир, чийто победител е Галеацо Сансеверино. Лудовико кани за участие и Франческо Гондзага, след като той разкрива своята самоличност. Беатриче умира на 24 години в Милано след раждането на нейния мъртвороден трети син. Гробът ѝ се намира в Павийския чертог в Чертоза ди Павия.
Лудовико „Мавърът“ има множество извънбрачни деца от различни жени, всичките припознати:
- От неизвестни жени:
  - Галеацо Сфорца (* пр. 1476, † като дете)
  - Мадалена Сфорца (* 1478, Милано; † 1520, Милано), ∞ 1502 за граф Матео Лита Висконти д'Арезе († 1530)
  - ... Сфорца (* 1484/1485, † 1487)
- От Бернардина де Корадис:
  - Бианка Джована Сфорца (* 1482, Лоди; † 23 ноември 1496, Милано), припозната 14 декември 1489, господарка на Бобио, Вогера и Кастел Сан Джовани, ∞ 1496 за Галеацо Сансеверино (* ок. 1460; † 25 февруари 1525, Павия), маркиз на Кастелнуово Скривия и на Бобио, граф на Каяцо, Кастел Сан Джовани, Вал Тидоне и Вогера, велик коняр на Франция, от когото няма деца.
- От Романа:
  - Леоне Сфорца (* 1476; † 1498, Милано), често бъркан с едноименния абат на Сан Виторе в Пиаченца
- От Чечилия Галерани (* 1473, Милано; † 1536, Сан Джовани ин Кроче), чийто портрет „Дамата с хермелина“ е дело на Леонардо да Винчи, а хермелинът става лично хералдическо животно на херцога, има:
  - Чезаре Сфорца (* 3 май 1491, Милано; † 4 януари 1512, Милано), абат на Сан Надзаро Маджоре в Милано (от 1498 г.) и каноник в Милано (от 1503 г.).
- От Лукреция Кривели (* 22 юли 1452, Милано; † 12 април или 27 май 1534, Кането сул'Ольо, Херцогство Мантуа), предполагаем модел на портрета „Прекрасната Ферониера“ – дело на Леонардо да Винчи, има:
  - Джовани Паоло (Джампаоло) I Сфорца (* март 1497, Милано; † 13 декември 1535, Неапол), 1-ви маркиз на Караваджо (1532 – 1535), граф на Галиате (16 април 1533), известен кондотиер на своето време, от когото води началото си кадетският клон Сфорца ди Караваджо; ∞ 1520 за Виоланта Бентивольо (* 1505, † 1550), дъщеря на Алесандро Бентивольо, граф на Маджента и съпругата му Иполита Сфорца, от която има двама сина
  - Изабела Сфорца (* 1500, † 1535), ∞ за Франческо Карминати Бергамини, граф на Сан Джовани ин Кроче

- Миниатюра на Беатриче д'Есте на 19-годишна възраст, (28 януари 1494, Британска библиотека, Лондон).
- Чечилия Галерани – метреса („Дамата с хермелина“ от Леонардо да Винчи)
- Лукреция Кривели – метреса (вероятен портрет от Джовани Амброджо де Предис).
- Лукреция Кривели – метреса („Красивата Ферониера“ от Леонардо да Винчи)
- Емилиано Масимилиано Сфорца – син (портрет от Амброджо де Предис)
- Франческо II Сфорца, син (портрет от Тициан и/или школа)
- Лудовико – надгробие
- Беатриче – надгробие
- Бианка Джована, дъщеря – вероятен портрет от Леонардо да Винчи

## Милано по времето на Лудовико „Мавъра“
По време на целия период на регентството на Лудовико (и за кратък период от управлението му като херцог) Милано преживява истински златен век с присъствието в двора на художници като Леонардо да Винчи, Донато Браманте и Джовани Амброджо де Предис, и на писатели като Бернардо Белинчони, Антонио Камели (известен като Пистоя), Гаспаре Амброджо Висконти, Франческо Танцио Корниджеро, Серафино Акуилано, Ланчино Курти, Пиатино Пиати. В престижния Павийски университет, до голяма степен спонсориран от „Мавъра“, преподават професори като Деметрио Калкондила, Джорджо Мерула, Лука Пачоли и Франкино Гафурио. Той популяризира работата на историци като Бернардино Корио, който от 1485 г. е на постоянна заплата в двора, за да изготви своята „История на Милано“. Книгата, освен че реконструира разказа за събитията в града и херцогството от създаването му, се ангажира и с възхвалата на фигурата на Франческо I Сфорца – бащата на Лудовико, легитимирайки наследяването на Миланското херцогство от Лудовико и едновременно с това и самия него смъртта на племенника му – херцог. Тази работа е извършена и от Джовани Симонета – брат на завършилия зле секретар Чико Симонета, който през 1490 г., с покровителството на Лудовико, публикува Rerum Gestarum Francisci Sfortiae Mediolanensium Ducis, посветен на паметта на първия милански херцог от династията Сфорца.
В Миланското херцогство по поръчка на Лудовико „Мавъра“ са създадени множество творби, които и до днес се славят с изключителна красота. В Милано той продължава строителството на катедралата и на замъка (където построява известното мостче – Ponticella, което и до днес носи името си от него), увеличава още повече съдържанието на значителната и ценна библиотека, изгражда лазарета. В Павия прави значителни дарения за Чертоза ди Павия, където се надява да бъде погребан един ден със съпругата си. Във Виджевано укрепва херцогската резиденция, „омекотявайки“ селището със създаването на грандиозния правоъгълен площад, който и до днес е отличителен символ на града. Той построява и фермата на Сфорците, която си служи с най-новите техники за култивиране.
Метресата му Чечилия Галерани е изобразена от Леонардо да Винчи на известната му картина „Дамата с хермелина“, днес в Замъка в Краков. Друга негова метреса – Лукреция Кривели вероятно е изобразена на друга известна картина на художника – „Прекрасната Ферониера“, съхранявана в Лувъра в Париж.
По инициатива на Лудовико Сфорца църквата „Санта Мария деле Грацие“ в Милано е изцяло възстановена и украсена от Донато Браманте, който я прави една от най-красивите прояви на Италианския ренесанс. В трапезарията ѝ Леонардо да Винчи рисува прочутата „Тайната вечеря“. Леонардо, който има привилегирована връзка с Милано, продължила повече от 20 години, украсява тавана на Sala delle Asse на Замъка на Сфорците и създава за Братството на Непорочното зачатие платното „Богородица на скалите“ във версията, запазена в Лувъра в Париж. За брака между Джан Галеацо Мария Сфорца и Изабела Арагонска Леонардо проектира и организира т. нар. „Феста дел Парадизо“ (от итал. Райски празник) – грандиозен спектакъл в чест на цялата династия Сфорца в Милано, поръчан от Лудовико.
През същия период по инициатива на Лудовико Мавъра са извършени и много строителни и военни инженерни работи, като изграждане на канали и укрепления в цяла Ломбардия. Освен това се култивират оризът и черницата. Черницата е свързана по-специално с развъждането на копринената пеперуда за производство на копринени тъкани – елемент, станал основен за ломбардската икономика.
През 1498 г. Лудовико Сфорца създава Монте ди Пиетà – финансова институция с нестопанска цел за предоставяне на ограничени заем (микрокредитиране) при изгодни условия в сравнение с тези на пазара.

## Лудовико Мавърът в културата
- В минисериала на телевизия RAI от 1971 г. „Животът на Леонардо да Винчи“ Лудовико Сфорца се играе от италианския актьор Джампиеро Албертини.

- В телевизионния сериал „Борджиите“ от 2011 г. в ролята на Лудовико Сфорца е английският актьор Айван Кай.

## Обяснителни бележки
1. ↑  Скурано е подселище на днешно Невиано дели Ардуини
2. ↑  Мелетоле е подселище на днешно Кастелново ди Сото
3. ↑  Копието е единица, състояща се от тежковъоръжен рицар, обикновено благородник, с четири или пет други рицари на негови услуги сред оръженосци, слуги и пажове.
4. ↑  Отрядът е конна единица, състояща се от приблизително 20 – 25 копия.